# Morden på Rue Morgue
Morden på Rue Morgue är en novell av den amerikanska författaren Edgar Allan Poe. Den gavs ut 1841 och beskrivs idag som en av de första kriminalhistorierna. I novellen introducerar Poe sin detektiv C. Auguste Dupin som löser en mordgåta på begreppet det slutna rummet.
C. Auguste Dupin är en detektiv från Paris som i denna berättelse löser ett mysterium angående mordet på två kvinnor. Flertalet vittnen berättar att de hört en misstänkt, men ingen är överens om vilket språk som talats. På brottsplatsen hittar Dupin ett hårstrå som inte kommer från en människa. 
Som den första fiktiva detektiven etablerade Dupin flera drag som senare återfunnits i framtida detektivhistorier, däribland böckerna om Sherlock Holmes och Hercule Poirot. Många senare berättelser använder sig till exempel av en briljant detektiv, detektivens nära vän som agerar berättare och det slutliga avslöjandet som presenteras innan själva resonemanget. Dupin själv återvänder i Mysteriet Marie Rogêt och Det undansnillade brevet. 